# Lasse Svan Hansen
Lasse Svan Hansen (Klippinge, 1983. augusztus 31. –) olimpiai, világ- és Európa-bajnok dán kézilabdázó.

## Pályafutása

### Klubcsapatban
Svan Hansen pályafutását a dán Sierslev HK csapatánál kezdte, majd 2002-ben a GOG Gudméhoz igazgolt. Ott megnyerte csapatával a 2004-es és a 2007-es bajnokságot, valamint a 2002-es, 2003-as és 2005-ös dán kupát. 2008-ban a német Flensburg csapatába igazolt, amellyel elhódította a 2013–2014-es EHF-bajnokok ligája trófeáját, valamint a 2015-ös német kupát is megnyerte. Tizedik Flensburgban töltött szezonjában, 2018-ban sikerült német bajnoki címet szereznie. 2022-ben, tizennégy Flensburgban eltöltött idény után vonult vissza a kézilabdázástól.

### Válogatott
Svan Hansen 2003-ban kapott először meghívást a dán válogatottba. 2012-ben megnyerte az Európa-bajnokságot, 2014-ben ezüstérmes lett. Egyaránt ezüstérmet szerzett a válogatottal a 2011-es, valamint a 2013-as világbajnokságon. A 2016. évi nyári olimpiai játékokon aranyérmet szerzett csapatával, Franciaország ellen győztek 28–26 arányban. Az olimpia All-star csapatába is bekerült. A 2021-re halasztott tokiói olimpián ezüstérmet szerzett. A válogatottól 2022 áprilisában vonult vissza.

## Sikerei, díjai
- EHF-bajnokok ligája
  -  Arany: 2014
- Német bajnokság
  -  Arany: 2018
- Német kupa
  -  Arany: 2015
- Dán bajnokság
  -  Arany. 2004, 2007
- Dán kupa
  -  Arany: 2002, 2003, 2005